# Скурас, Джордж
Джордж Панайо́тис Ску́рас (англ. George Panagiotis Skouras, имя при рождении — Гео́ргиос Панайо́тис Ску́рас (греч. Γεώργιος Παναγιώτης Σκούρας); 1896, Скурохори, Пиргос, Пелопоннес, Греция — 16 марта 1964, Нью-Йорк, Нью-Йорк, США) — греко-американский бизнесмен, киномагнат и филантроп, президент одной из крупнейших сетей кинотеатров в США United Artists Theatres (1953—1963; сегодня — Regal Entertainment Group). Вместе с братьями Чарльзом и Спиросом был одним из пионеров американской киноиндустрии. Будучи одними из влиятельнейших медиаменеджеров и новаторов кинопромышленности США, братья Скурас относятся к числу самых знаменитых американских греков XX века. Братья Скурас также оказали существенное влияние на политику Греции в годы Второй мировой войны и послевоенный период, в том числе ими было создано Общество помощи грекам в войне — самая известная гуманитарная организация греческой диаспоры. Семейство Скурас продолжает активно участвовать в голливудском кинобизнесе.

## Биография
Родился в греческой деревне Скурохори, основанной его дедом. Один из десяти детей в семье пастуха.
В период между 1908 и 1911 годами братья Константинос (впоследствии — Чарльз), Спирос и Йоргос (впоследствии — Джордж) иммигрировали в США, поселившись в Сент-Луисе (Миссури). Первые годы работали помощниками официантов и барменами в гостиницах в центре города, ведя экономный образ жизни.
В годы Первой мировой войны вместе с братом Спиросом служил в Армии США.
В 1914 году Скурасы объединили свои сбережения в размере 3 500 долларов и в партнёрстве с двумя другими греками приобрели никеледон (дешёвый кинотеатр), дав ему название «Олимипия» (на его месте в настоящее время расположен Театр Штифеля). Вскоре братья приобрели и другие кинотеатры.
В 1924 году общий капитал братьев Скурас составлял 400 000 долларов. К тому времени их компания Skouras Brothers владела более 30 кинотеатрами в Сент-Луисе.
В 1926 году в центре Сент-Луиса Скурасы открыли дворец кино мирового класса «Амбассадора». На его открытие братья затратили 5,5 млн долларов. В 1939 году здание «Амбассадора» было вновь открыто под названием New Fox Theatre как зал для живых выступлений.
В 1929 году, с началом мирового экономического кризиса (Великая депрессия), братья Скурас продали свои акции компании Warner Bros. и переехали на восток страны, где заняли высокие руководящие посты в кинобизнесе, в тот период активно развивавшемся в Нью-Йорке. В частности, Джордж Скурас стал президентом киносети United Artists (United Artists Theaters).
В ноябре 1944 года Джордж Скурас посетил Пелопоннес, где запечатлел на кинокамеру разрушение деревенской местности после вывода немецких войск.
В 1953 году Джордж Скурас, Майкл Тодд и Джо Шенк, присоединившись к кинокомпании United Artists, основали корпорацию Magna Pictures, которая занималась производством и дистрибуцией фильмов «Тодд-АО». Скурас оставался первым президентом Magna Pictures до 1964 года.
В пик своей карьеры братья Скурас руководили 650 кинотеатрами по всей стране.
Умер 16 марта 1964 года на 68 году жизни. Похоронен на кладбище «Врата Небес».

## Личная жизнь
Был женат, имел двоих детей.

## Фильмография
- 1958 — «Юг Тихого океана» — исполнительный продюсер (в титрах не указан)[23]